# Sebastian Siedler
Sebastian Siedler (ur. 18 stycznia 1978 w Lipsku) – niemiecki kolarz torowy i szosowy, trzykrotny medalista torowych mistrzostw świata.

## Kariera
Pierwszy sukces w karierze Sebastian Siedler osiągnął w 1996 roku, kiedy został wicemistrzem świata juniorów w drużynowym wyścigu na dochodzenie. Cztery lata później, podczas mistrzostw świata w Manchesterze osiągnął największy sukces swojej kariery wspólnie z Guido Fulstem, Danielem Becke oraz Jensem Lehmannem zdobywając złoty medal w tej samej konkurencji. W 2001 roku Niemcy w składzie: Siedler, Christian Bach, Lehmann i Fulst zajęli drużynowo trzecie miejsce na mistrzostwach świata w Antwerpii. Ostatni medal zdobył na mistrzostwach świata w Kopenhadze w 2002 roku, gdzie razem z Bachem, Fulstem i Lehmannem zajął drugie miejsce w drużynowym wyścigu na dochodzenie. Od 2003 roku startował głównie w wyścigach szosowych, w 2010 roku zakończył karierę.